# ويندي س. غولدبرغ
ويندي س. غولدبرغ (بالإنجليزية: Wendy C. Goldberg)‏ هي مخرجة أمريكية، ولدت في 1973 في فارمنغتون هيلز في الولايات المتحدة.